# Fuegos Artificiales de Vidrio (escultura)

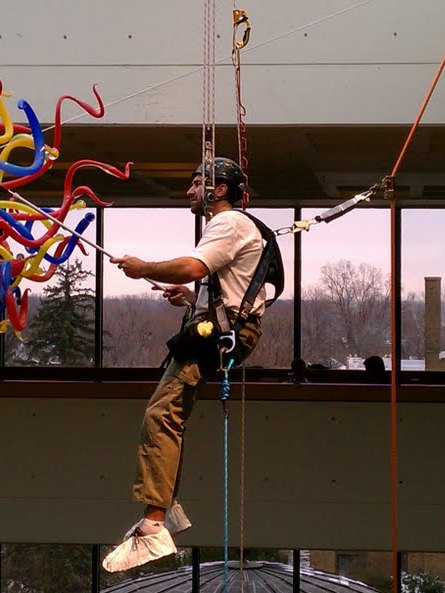
Operario trabajando en una escultura de fuegos artificiales de vidrio.

La Torre de Vidrio y Techo de Fuegos Artificiales (del inglés: Fireworks of Glass), también conocida como Los Fuegos Artificiales de Vidrio, es una escultura de vidrio soplado en la colección permanente del Museo de los Niños de Indianápolis, ubicado en Indianápolis, Indiana, en los Estados Unidos. La torre descansa en una base de vidrio, un techo de pérgola, y se eleva desde el centro de la rampa caracol del centro del museo. Creada por Dale Chihuly en el 2006, es su escultura de vidrio más longeva. La torre y el techo de pérgola son dos objetos distintivos en la colección del museo.

## Descripción
El vidrio es el material mas mágico entre todos, transmite la luz de una manera especial… estoy feliz de que mi arte atraiga a tantas personas y de diferentes edades. Como padre y artista busco especialmente dejar un legado en el Museo de los niños de Indianapolis, espero que sea un lugar en el que mi trabajo traiga alegría a los niños que lo visiten de todas partes del mundo
Dale Chihuly.

La Torre de Cristal y Techo de Fuegos Artificiales es una torre de 43 pies compuesta de 3,200 piezas rojas, amarillas y azul cobalto de vidrio soplado, mientras que el techo de pérgola se compone de 1,600 piezas de vidrio multicolor. En la torre, piezas de dos a cuatro pies de vidrio torcido están situadas sobre un armazón de metal suspendido por cables de acero. La torre está situada sobre una placa de vidrio sobre el techo de Pérgola, lleno a su vez de más piezas de vidrio. Cada pieza de vidrio fue soplada individualmente por un equipo instalado en el estudio de Chihuly en Tacoma, Washington.
La instalación está compuesta por la torre principal, hecha de piezas de vidrio en forma de cuerno o cuello de cisne y el techo de pérgola, el área debajo de la escultura que sirve como techo de la exhibición Los Fuegos Artificiales de Vidrio en la planta baja del museo. El techo incluye 1,600 piezas de vidrio en las figuras favoritas de Chihuly: putti, formas marinas y pérsicas. Otras figuras representadas en el techo son el cuello de cisne, sombrero mexicano, cuerno torcido, hoja partida, tubo de mar, pie de rana, estrella de mar y bala.

## Exhibición
La  exhibición interactiva se localiza en la planta baja del museo, debajo del techo de pérgola donde está la base de la torre. Los visitantes pueden sentarse en bancas circulares o rotantes para mirar hacia el techo y observar los colores, formas y la luz que interactúa con el vidrio. La exhibición incluye también elementos interactivos que permiten a los visitantes construir torres usando piezas coloridas de plástico. Kioskos con computadoras guían al usuario a través del proceso de soplar vidrio.

## Adquisición
Después de varias reuniones con el CEO del Museo de los Niños, Jeff Patchen, en junio del 2001, Chihuly comenzó a trabajar en un boceto para el alto espacio vertical dentro del sistema de rampa del museo. Le tomó a Chihuly y su equipo cinco años para planear y crear Los Fuegos Artificiales de Vidrio, que fue inspirada por la idea de un candelabro al revés. La escultura costó $4.5 mdd en total. y fue develada el sábado 18 de marzo de 2006. El alcalde de Indianapolis, Bart Peterson dijo de la instalación: “Este trabajo de arte único en su género servirá como un icono para el turismo cultural en nuestra ciudad."

## Instalación
La instalación de la escultura comenzó en enero del 2006, dirigida por Chihuly. Un equipo de sopladores de vidrio manufacturaron las 4,800 piezas de vidrio a instalar en Tacoma, Washington antes de ser transportadas a Indianapolis en 350 cajas de cartón.  Posteriormente a establecer la base de vidrio 3 artistas del equipo de Chihuly y seis  integrantes del personal del museo comenzaron cuidadosamente a colocar las piezas en un armazón de metal. Un tubo de plástico fue introducido en cada pieza de vidrio para protegerla al ser colocada y para asegurarla a la estructura metálica. Tomó 14 días para que las 4,800 piezas fueran instaladas, en total se instalaron 1,600 piezas en la Pergola y 3,200 en la torre. El equipo trabajó de la parte inferior a la superior de la torre, utilizando escaleras y andamios conforme ascendían, siguiendo el diseño de Chihuly, aunque con la libertad de hacer ciertas modificaciones de acuerdo al ambiente del museo.

## Mantenimiento
Al paso del tiempo la torre se empolva, lo que deteriora su color original. Profesionales de limpieza asisten cada mes al museo para limpiar la torre y recuperar su color original, comenzando por el techo descienden alcanzando cada pieza de vidrio para darle limpieza y mantenimiento. El personal del museo también colabora con la limpieza, encargándose de la base y la piezas más cercanas al piso semanalmente. Museum staff also clean the base and lower glass pieces on a weekly basis.